# Triathlon Audencia La Baule
Le Triathlon Audencia La Baule, connu également sous le nom du Triathlon de La Baule, est une compétition de triathlon se déroulant chaque année dans la commune de La Baule-Escoublac en France au mois de septembre. Il est organisé par une association de 25 étudiants de l'école de commerce de Nantes, Audencia Business School, et comprend onze courses.
L'épreuve constitue l'un des trois événements sportifs internationaux récurrents organisé à La Baule-Escoublac avec la compétition d'équitation du jumping international de France et le marathon de la Côte d'Amour.
Il est aussi le plus grand rassemblement sportif français organisé par des étudiants.

## Historique
La compétition est créée en 1988 par Luc Chatellier, le responsable du département sport et compétitions sportives du groupe Audencia. Elle accueille alors 350 athlètes sur deux courses.
En 1995, deux triathlons Avenirs sont créés pour les plus jeunes.
En 1996, la compétition accueille les deux finales des grand prix hommes et femmes de la Fédération française de triathlon, à l'issue desquelles sont désignés le club champion de France de D1 et le triathlète champion de France. Seize clubs de D1, et deux barragistes de deuxième division, participent à ces courses.
En 1997, le tri-relais vient compléter le programme des courses. Il s'agit de réunir une équipe constituée d'un nageur, d'un cycliste et d'un coureur.
En 2005, le tri-relais et le triathlon découverte s'ouvrent aux Handisports.
En 2007, le triathlon fête sa 20e édition.
En 2009, l'organisation voit son orientation écoresponsable récompensée par le comité national olympique et sportif français qui lui décerne le label développement durable, le sport s'engage. En outre, le challenge étudiant est créé au sein de la course tri-relais. Elle regroupe les étudiants dans un classement particulier.
En 2010, des célébrités du monde sportif sont venus participer lors de la 23e édition qui connait un pic d'affluence. Ainsi les nageurs Alain Bernard, Sébastien Rouault et Coralie Balmy, les cyclistes Laurent Jalabert, Clara Sanchez, Jérôme Pineau et Sébastien Turgot ou le marcheur Yohann Diniz sont venus participer.
À partir de l'année 2013, le nombre de concurrents au départ est limité à 6 000 après une année record en 2012 de 7 200 participants,.
La 27e édition s'est déroulée les 20 et 21 septembre 2014. Le challenge étudiant bat le record du nombre de participants avec plus de 300 étudiants. Hervé Delaunay, directeur sportif des Sables-Vendées triathlon reprend l'organisation de l’événement à la place de Luc Chatellier.
En 2017, le Triathlon Audencia la Baule fête ses 30 ans.
En 2018, la Baule accueille à nouveau la finale des championnats de France D1 par équipe.
En 2020, la 33e édition est annulée en raison de la pandémie de Covid-19.
En 2021, La 34ᵉ édition du Triathlon Audencia La Baule fait son retour. Après une année d'interruption, une équipe d'étudiants dynamiques s'est mobilisée pour mettre en place cette nouvelle édition en proposant une nouveauté : le relais mixte Elite.
En 2022 et 2023, les Championnats d'Europe Jeunes (14/17 ans) ont été accueillis lors de cet événement, en plus de l'ajout d'une nouvelle course, le Triathlon des Légendes du TALB, qui s'est déroulée en même temps que le relais mixte Elite.
En 2024, en raison d'une forte tempête, le triathlon sur distance M est annulé, il est remplacé par à une course à pied de 10 km.

## Organisation
Le triathlon est organisé par des étudiants de l'école de commerce de Nantes (Audencia Business School). Pendant un an, l'équipe organisatrice composée de 25 étudiants prépare l'événement, aussi bien son financement que sa logistique en passant par la gestion des inscriptions. Durant le week-end du triathlon, les coureurs sont encadrés pendant deux jours par plus de 500 bénévoles, dont 350 étudiants de l'école (un étudiant de deuxième année peut manager jusqu'à 50 bénévoles).
Toutes les émissions de carbone sont compensées depuis 2009 par des plantations d'arbres dans la commune. Pour chaque inscription au tri-relais, la somme de 1 € est reversée à une cause environnementale.

## Les courses
Plusieurs courses se déroulent pendant le week-end de compétition :
- Triathlon distance S-Light: natation (300 m), cyclisme (15 km), course à pied (3 km) ;
- Triathlon distance S : natation (750 m), cyclisme (20 km), course à pied (5 km) ;
- Triathlon distance M : natation (1,5 km), cyclisme (40 km), course à pied (10 km) ;
- Tri-Relais M : natation (1,5 km), cyclisme (40 km), course à pied (10 km) ;
- Tri-Relais : natation (500 m), cyclisme (25,6 km), course à pied (6,4 km) ;
- Challenge Étudiant (Tri-Relais) : natation (500 m), cyclisme (25,6 km), course à pied (6,4 km) ;
- Triathlons Avenirs (7 à 14 ans) : distances poussins et pupilles : natation (50 m), cyclisme (2 km), course à pied (400 m) ; distances benjamins et minimes : natation (100 m), cyclisme (3,6 km), course à pied (1 km) ;

## Palmarès du triathlon distance M
| Année                      | Hommes                                 | Hommes                                 | Femmes                                 | Femmes                                 |
| Année                      | Athlète                                | Temps                                  | Athlète                                | Temps                                  |
| -------------------------- | -------------------------------------- | -------------------------------------- | -------------------------------------- | -------------------------------------- |
| 2024                       | Epreuve annulée pour cause climatique  | Epreuve annulée pour cause climatique  | Epreuve annulée pour cause climatique  | Epreuve annulée pour cause climatique  |
| 2023                       | Antoine Duval (FRA)                    | 1 h 52 min 57 s                        | Diana Isakova (RUS)                    | 2 h 06 min 35 s                        |
| 2022                       | Antoine Duval (FRA)                    | 1 h 50 min 6 s                         | Kristelle Congi (FRA)                  | 2 h 04 min 15 s                        |
| 2021                       | Antoine Duval (FRA)                    | 1 h 53 min 12 s                        | Justine Guérard (FRA)                  | 2 h 10 min 13 s                        |
| 2020                       | Épreuve annulée pour cause de Covid-19 | Épreuve annulée pour cause de Covid-19 | Épreuve annulée pour cause de Covid-19 | Épreuve annulée pour cause de Covid-19 |
| 2019                       | Aurélien Raphaël (FRA)                 | 1 h 58 min 10 s                        | Justine Guérard (FRA)                  | 2 h 10 min 14 s                        |
| 2018                       | Aurélien Raphaël (FRA)                 | 2 h 00 min 49 s                        | Émilie Morier (FRA)                    | 2 h 09 min 52 s                        |
| 2017                       | Aurélien Raphaël (FRA)                 | 1 h 55 min 30 s                        | Felicity Sheedy-Ryan (AUS)             | 2 h 09 min 19 s                        |
| 2016                       | Jérémy Quindos (FRA)                   | 2 h 01 min 07 s                        | Felicity Sheedy-Ryan (AUS)             | 2 h 11 min 47 s                        |
| 2015                       | Aurélien Raphaël (FRA)                 | 1 h 56 min 47 s                        | Charlotte Morel (FRA)                  | 2 h 10 min 23 s                        |
| 2014                       | Yohann Vincent (FRA)                   | 2 h 01 min 12 s                        | Charlotte Morel (FRA)                  | 2 h 09 min 23 s                        |
| 2013                       | Tony Moulai (FRA)                      | 1 h 59 min 06 s                        | Charlotte Morel (FRA)                  | 2 h 05 min 59 s                        |
| 2012                       | Arnaud Chivot (FRA)                    | 1 h 57 min 32 s                        | Jessica Leroux (FRA)                   | 2 h 11 min 02 s                        |
| 2011                       | Stéphane Poulat (FRA)                  | 2 h 00 min 52 s                        | Charlotte Morel (FRA)                  | 2 h 11 min 11 s                        |
| 2010                       | Frédéric Belaubre (FRA)                | 1 h 55 min 23 s                        | Alexandra Cassan-Ferrier (FRA)         | 2 h 06 min 08 s                        |
| 2009                       | Frédéric Belaubre (FRA)                | 1 h 54 min 52 s                        | Charlotte Morel (FRA)                  | 2 h 08 min 20 s                        |
| 2008                       | Stéphane Poulat (FRA)                  | 1 h 56 min 10 s                        | Céline Rositano (FRA)                  | 2 h 24 min 36 s                        |
| Source : Ipitos, Résultats |                                        |                                        |                                        |                                        |